# Château de Maxstoke
Le château de Maxstoke est un château à douves datant du XIVe siècle, situé au nord de Maxstoke dans le Warwickshire, en Angleterre.

## Histoire

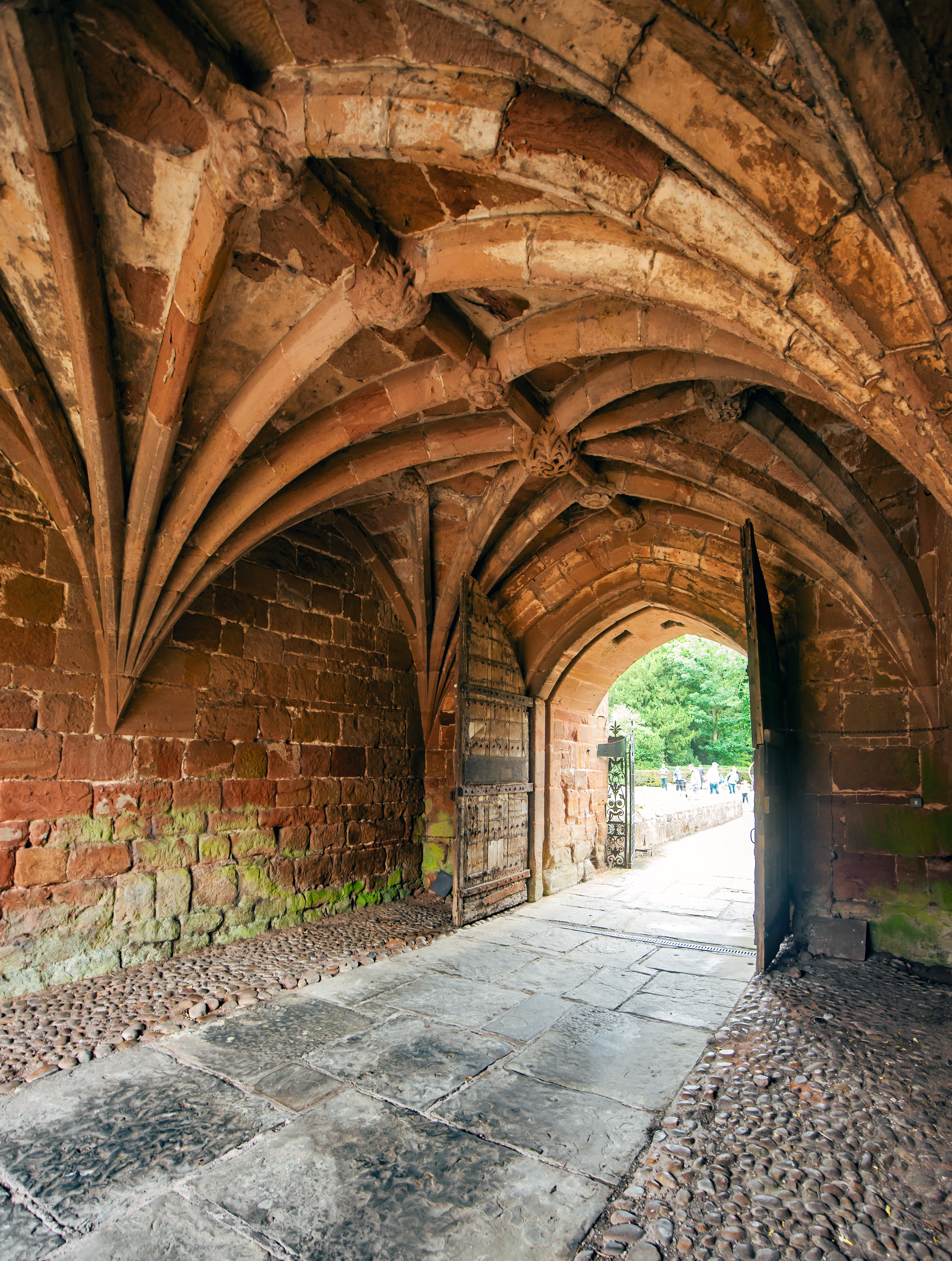
Entrée voûtée et portes du XVe siècle.

Il est construit par William de Clinton, 1er comte de Huntingdon, en 1345 sur un plan rectangulaire, avec des tours octogonales à chaque angle, une guérite à l'est et une zone résidentielle à l'ouest, le tout entouré de larges douves. Clinton est mort en 1354, mais sa veuve, Juliana Leybourne, continue à séjourner au château après son remariage. Des ajouts sont effectués par Humphrey Stafford, 1er duc de Buckingham, qui l'acquiert en 1437 en l'échangeant contre d'autres manoirs du Northamptonshire. Le château a la particularité d'être resté en grande partie intact.
Parmi les antiquités, il y a une chaise du XVe siècle sur laquelle Henri VII aurait été couronné après la bataille de Bosworth en 1485, une table appartenant à Everard Digby (cousin des Digby de Coleshill) autour de laquelle la Conspiration des Poudres aurait été planifiée en 1605, et une « porte murmurante » (deux portes avec un montant commun) apportée du château de Kenilworth.
La famille actuelle, les Fetherston-Dilkes, est entrée en possession au XVIIe siècle. Pendant la guerre civile, Maxstoke est une garnison pour le Parlement. Le premier gouverneur connu du château de Maxstoke en 1642/43 est le capitaine Layfield. Les relevés de garnison révèlent qu'entre mars 1644 et octobre 1645, le capitaine de la garnison est Henry Kendall Sr, seigneur du manoir d'Austrey. Son fils Henry Kendall Jr. est son lieutenant. La garnison comprend plusieurs de leurs locataires d'Austrey : William Smart (fils d'un menuisier), Henry Orton, Henry Spencer et John Crispe.
Au XVIIIe siècle, William Dilke de Maxstoke épouse Mary Fetherstone-Leigh de Packwood House près de Knowle. Depuis, les deux familles et maisons sont étroitement liées.

## Actuellement
Le château de Maxstoke est ouvert au public chaque année (généralement à la mi-juin), au profit d'œuvres caritatives locales. Il s'agit d'un monument ancien classé et d'un bâtiment classé Grade I.
Le parc de Maxstoke est un terrain de golf depuis 1898. À une certaine époque, le terrain était classé parc aux cerfs et des cerfs peuvent encore y être vus.